# Pierre Ramadier
Pierre Ramadier (Francia, 22 de mayo de 1902-11 de junio de 1983) fue un atleta francés especializado en la prueba de salto con pértiga, en la que consiguió ser medallista de bronce europeo en 1938.

## Carrera deportiva
En el Campeonato Europeo de Atletismo de 1938 ganó la medalla de bronce en el salto con pértiga, con un salto por encima de 4.00 metros, siendo superado por el alemán Karl Sutter (oro con 4.05 metros que fue récord de los campeonatos) y el sueco Bo Ljungberg (plata también con 4.00 metros pero en menos intentos).